# Goran Prpić
Goran Prpić (n, 4 de mayo de 1964 en Zagreb, Croacia) es un jugador de tenis croata. En su carrera ha conquistado 2 torneos ATP y su mejor posición en el ranking de individuales fue Nº16 en julio de 1991 y en el de dobles fue Nº75 en julio de 1991.